# 水口宏三
水口 宏三（みなくち こうぞう、1914年（大正3年）7月21日 - 1973年（昭和48年）3月1日）は、日本の農林官僚、政治家。参議院議員（1期）。

## 人物
東京府東京市本郷区本郷（現在の東京都文京区本郷）生まれ。東京府立高等学校を経て、1938年（昭和13年）、東京帝国大学農学部卒業後、農林省入省。1942年-1943年（昭和17-18年）企画院出向。戦後は供米制度に反対、1946年（昭和21年）、全農林職員労働組合を結成して初代委員長に選出、官公庁民主化運動の前面に立ち人事への発言権を得ることに尽力、全官公庁共同闘争委員会議長にもなった。その後、全官公職員労働組合の初代委員長に就任。1947年（昭和22年）の二・一ゼネストでは、中心指導者となる。1952年（昭和27年）、農林省食品課長で、退官。
その後、農林事情研究会を結成して農村問題に取り組む。1954年（昭和29年）、憲法擁護国民連合事務局長。1959年（昭和34年）、安保改定阻止国民会議事務局長、1960年（昭和35年）、安保闘争で各団体の意見集約を図る。1962年（昭和37年）、内閣臨時行政調査会専門委員。
1971年（昭和46年）、第9回参議院議員通常選挙に全国区で、日本社会党から出馬し、初当選。1973年（昭和48年）3月1日、参議院議員面会所前で倒れ、院内で、心筋梗塞のため死去、58歳。死没日をもって勲四等旭日小綬章追贈、従七位から従五位に叙された。

## 著書
- 『安保闘争史―ひとつの運動論的総括』（社会新報、1968年）